# Makr Allah
 (novembre 2017).
Le makr Allah (machination divine) et l'istidraj (l'action divine graduée) sont deux concepts permettant de répondre au problème de la prospérité visible de ceux qui ne la méritent pas. Autrement dit, « Dieu « trompe » les méchants en les laissant provisoirement prospérer ».

## Définition
Palmer traduit le terme Makr par finesse, complot ou stratagème mais Goldziher lui conserve l'idée d'intrigue.
La racine MKR tient une place importante dans le Coran, tout comme KYD, autre nuance de la ruse. Associée aux actions humaines, ces racines possèdent un sens majoritairement péjoratif. Dans le cadre d'une action divine, elle possède une dimension méliorative. Goldziher minimise le sens de kaid par rapport au makr. Brunschvig considère que cette distinction n'est pas démontrée. D'autres racines comme hd ou ibrâm appuient cette tromperie divine.
« Les expressions en cause, comme on l'a décrit « sont peut-être adaptées a la mentalité des guerriers pour qui
la ruse est une preuve d’habileté et de savoir-faire ». Le combat a main armée pour assurer la victoire de l'Islam fait partie des incitations coraniques ; or « la guerre est une ruse » enseigne un vieux proverbe arabe »
Si le rusé, le machinateur ne fait pas partie des 99 noms canoniques d'Allah, celui d'hair al-makirin est parfois rajoutés.
L'existence du mal est perçu, par l'islam, comme une ruse d'Allah en vue de mettre le fidèle à l'épreuve. Le makr divin vise particulièrement les humains qui commettent le makr selon le principe que « Dieu est plus prompt en fait de machination »,
Le concept de makr a particulièrement été approfondi dans le courant mystique.

## Fondement scripturaire
Plusieurs versets sont cités pour expliciter cette idée de machination divine : 
(Coran 8, 30) : « (Et rappelle-toi) le moment où les mécréants complotaient contre toi pour t’emprisonner ou t’assassiner ou te bannir. Ils complotèrent, mais Allah a fait échouer leur complot, et Allah est le meilleur en stratagèmes. »
(Coran 68, 44-45) : « Laisse-Moi donc avec quiconque traite de mensonge ce discours ; Nous allons les mener graduellement par où ils ne savent pas. Et Je leur accorde un délai, car Mon stratagème est sûr ! »
Goldziher rapporte que le texte coranique contrebalance  à plusieurs reprises le principe du makr : « Allah prend la défense de ceux qui croient. Allah n’aime aucun traître ingrat. » (Coran 22, 38)

## Des prières à Allah conte le makr
Par extension, le terme makr est passé dans le langage usuel sous la forme d’une expression commune chez les musulmans : « Na`ūḏu billăhi min makri-llăhi » (« Nous cherchons en Dieu un refuge contre le makr de Dieu »). Autre prière courante : « Prête-moi secours et ne prête pas secours contre moi : emploie le makr en ma faveur mais ne l’emploie pas à mon encontre. » Ces deux prières sont rattachées à la catégorie de celles où l’on demande secours à Dieu contre Dieu, et sont comprises comme adressant l’inexorable châtiment de Dieu.